# Bahnstrecke Milot–Klos
| Brücke über den Fan westlich von Rrëshen, heute als Fahrweg genutzt |                      |                                                                  |                            |
| Streckenlänge: | 63 km                |                                                                  |                            |
| Spurweite: | 1435 mm (Normalspur) |                                                                  |                            |
| |                      |                                                                  |                            |
| \| \| \| von Vora \| \| \| \| 54,70 \| Milot \| 19 m ü. A. \| \| \| \| nach Shkodra \| \| \| \| \| SH1 \| \| \| \| 630 \| Skuraj \| 27 m ü. A. \| \| \| 63,20 \| Mat \| Mat \| \| \| 70,50 \| Rubik \| 50 m ü. A. \| \| \| \| Fan \| \| \| \| \| Fan \| \| \| \| \| Fan \| \| \| \| \| Großer Fan \| \| \| \| \| SH30 \| \| \| \| \| Kleiner Fan \| \| \| \| 790 \| Rrëshen \| 90 m ü. A. \| \| \| \| Beginn der unvollendeten Strecke \| \| \| \| \| \| \| \| \| \| Kleine Tarazhbrücke \| \| \| \| \| Große Tarazhbrücke (500 m) \| \| \| \| \| Prosek-Tunnel (1000 m) \| 200 m ü. A. \| \| \| \| Streckenverlauf ohne große Bautätigkeiten, mit geplanten Brücken \| \| \| \| \| Ulza-Stausee-Brücke (400 m, nur teilweise errichtet) \| 130 m ü. A. \| \| \| \| Streckenverlauf ohne große Bautätigkeiten \| \| \| \| \| Karica \| \| \| \| \| Streckenverlauf ohne große Bautätigkeiten \| \| \| \| \| Burrel \| 170 m ü. A. \| \| \| \| Streckenverlauf ohne große Bautätigkeiten, mit geplanten Brücken \| \| \| \| \| Mat \| \| \| \| \| Streckenverlauf ohne große Bautätigkeiten, mit geplanten Brücken \| \| \| \| \| Mat \| \| \| \| \| Mat \| \| \| \| \| SH6 \| \| \| \| \| Kukakin \| \| \| \| 1180 \| Klos \| 270 m ü. A. \| |                      |                                                                  |                            |
| Strecke |                      | von Vora                                                         | von Vora                   |
| Bahnhof | 54,70                | Milot                                                            | 19 m ü. A.                 |
| Abzweig ehemals geradeaus und nach links |                      | nach Shkodra                                                     | nach Shkodra               |
| Strecke mit Straßenbrücke (Strecke außer Betrieb) |                      | SH1                                                              | SH1                        |
| Dienststation / Betriebs- oder Güterbahnhof (Strecke außer Betrieb) | 630                  | Skuraj                                                           | 27 m ü. A.                 |
| Brücke über Wasserlauf (Strecke außer Betrieb) | 63,20                | Mat                                                              | Mat                        |
| Bahnhof (Strecke außer Betrieb) | 70,50                | Rubik                                                            | 50 m ü. A.                 |
| Brücke über Wasserlauf (Strecke außer Betrieb) |                      | Fan                                                              | Fan                        |
| Brücke über Wasserlauf (Strecke außer Betrieb) |                      | Fan                                                              | Fan                        |
| Brücke über Wasserlauf (Strecke außer Betrieb) |                      | Fan                                                              | Fan                        |
| Brücke über Wasserlauf (Strecke außer Betrieb) |                      | Großer Fan                                                       | Großer Fan                 |
| Brücke (Strecke außer Betrieb) |                      | SH30                                                             | SH30                       |
| Brücke über Wasserlauf (Strecke außer Betrieb) |                      | Kleiner Fan                                                      | Kleiner Fan                |
| Bahnhof (Strecke außer Betrieb) | 790                  | Rrëshen                                                          | 90 m ü. A.                 |
| |                      | Beginn der unvollendeten Strecke                                 |                            |
| Brücke über Wasserlauf (Strecke außer Betrieb) |                      |                                                                  |                            |
| Brücke (Strecke außer Betrieb) |                      | Kleine Tarazhbrücke                                              | Kleine Tarazhbrücke        |
| Brücke (Strecke außer Betrieb) |                      | Große Tarazhbrücke (500 m)                                       | Große Tarazhbrücke (500 m) |
| Tunnel (Strecke außer Betrieb) |                      | Prosek-Tunnel (1000 m)                                           | 200 m ü. A.                |
| |                      | Streckenverlauf ohne große Bautätigkeiten, mit geplanten Brücken |                            |
| Brücke über Wasserlauf (Strecke außer Betrieb) |                      | Ulza-Stausee-Brücke (400 m, nur teilweise errichtet)             | 130 m ü. A.                |
| |                      | Streckenverlauf ohne große Bautätigkeiten                        |                            |
| Brücke über Wasserlauf (Strecke außer Betrieb) |                      | Karica                                                           | Karica                     |
| |                      | Streckenverlauf ohne große Bautätigkeiten                        |                            |
| Bahnhof (Strecke außer Betrieb) |                      | Burrel                                                           | 170 m ü. A.                |
| |                      | Streckenverlauf ohne große Bautätigkeiten, mit geplanten Brücken |                            |
| Brücke über Wasserlauf (Strecke außer Betrieb) |                      | Mat                                                              | Mat                        |
| |                      | Streckenverlauf ohne große Bautätigkeiten, mit geplanten Brücken |                            |
| Brücke über Wasserlauf (Strecke außer Betrieb) |                      | Mat                                                              | Mat                        |
| Brücke über Wasserlauf (Strecke außer Betrieb) |                      | Mat                                                              | Mat                        |
| Brücke (Strecke außer Betrieb) |                      | SH6                                                              | SH6                        |
| Brücke über Wasserlauf (Strecke außer Betrieb) |                      | Kukakin                                                          | Kukakin                    |
| Kopfbahnhof Streckenende (Strecke außer Betrieb) | 1180                 | Klos                                                             | 270 m ü. A.                |

Die Bahnstrecke Milot–Klos ist eine geplante, 63 Kilometer lange Stichstrecke in Albanien, die bei Milot von der Bahnstrecke Vora–Shkodra abgehend ins Hinterland bis Klos führen sollte. Sie sollte den Gütertransport aus den Bergbau-Gebieten von Mirdita und Mat vereinfachen.
Rund 26 Kilometer der eingleisigen und nicht elektrifizierten Strecke wurde 1989 in Betrieb genommen. Die Strecke wurde aber nie fertiggebaut und in der zweiten Hälfte der 1990er Jahre bereits wieder vollständig stillgelegt. Sie wurde von den Hekurudha Shqiptare betrieben.

## Geschichte
Die Bahnstrecke wurde primär errichtet, um die wichtigen Chrom- und Kupferminen von Rrëshen, Burrel und Bulqiza sowie die Anreicherungsfabriken in Rubik und Klos verkehrsmäßig besser anzubinden.
Ursprüngliche Planungen sahen zwei verschiedene Stichstrecken vor, die sich sechs Kilometer östlich von Milot trennen und den beiden Flussläufen folgen sollten. Die direkte Verbindung nach Mat wurde aber zugunsten eines weiten Bogens nach Norden durch die Mirdita und einer Verbindung von dort nach Süden aufgegeben. So konnte die technisch schwierige Passage im engen Durchbruchstal des Mat im Skanderbeggebirge umgangen werden.
Die Arbeiten begannen 1986. Der Bau erfolgte zu einem Großteil durch Jugendliche und Studenten, die ohne Maschinen mit einfachstem Werkzeug bei von der Partei organisierten Einsätzen arbeiteten. Nur die Planung, der Bau der neun Betonbrücken und der Tunnels sowie Sprengungen wurde durch Facharbeiter ausgeführt. Offizielle Medien teilten im Juli 1989 mit, dass bis anhin 25.000 Jugendliche am Bau der Strecke beteiligt gewesen waren. Es war eine der größten Bauaktionen in den Endjahren der Sozialistischen Volksrepublik. Die Eröffnung des Abschnitts bis Rrëshen erfolgte 1989, aber erst im Januar 1995 wurde auch der Personenverkehr aufgenommen.
Mancherorts wurde fälschlicherweise berichtet, dass die ganze Strecke in Betrieb genommen worden sei.

„Rrëshen ist Endpunkt der Stichbahn. In vielen Karten ist allerdings Klos als Endpunkt angegeben, was aber nicht zutrifft. Der Abschnitt zwischen Rrëshen und Klos ist zwar weitgehend fertiggestellt, wurde aber nie in Betrieb genommen.“

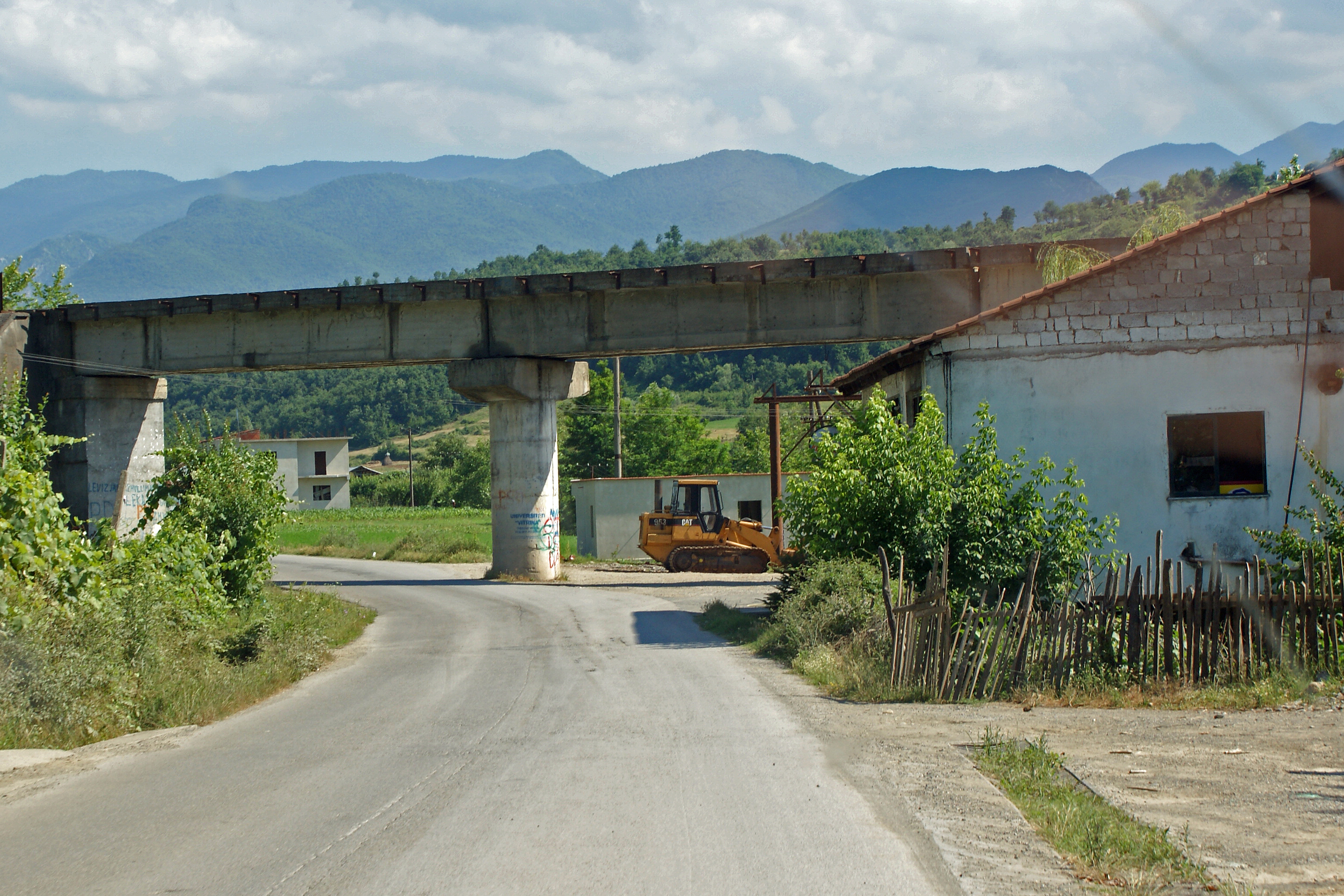
Eisenbahnbrücke bei Klos, nie für Schienenverkehr genutzt

Der Bau an der Fortsetzung durch ein militärisches Bauregiment soll bis 1992 angedauert haben. Einen Grund für den Weiterbau an der Strecke gab es in der Folge aber nicht mehr, da die Minen bei Klos geschlossen waren oder kaum mehr etwas produzierten.
Ein kurzes Stück des 1994 erschienenen Films Lamerica wurde auf den Gleisen östlich von Milot gedreht.
Der Zustand der ausgebauten Linie Milot–Rrëshen wurde als extrem schlecht beurteilt, so dass zum Teil Geschwindigkeitsbeschränkungen von fünf Kilometern pro Stunde galten. 1996 verkehrte nur noch ein Zugpaar täglich, und am 11. November 1996 wurde der Personenverkehr zwischen Milot und Rrëshen eingestellt. Im Juni 1998 wurde mit der Wiederaufnahme des Schienenverkehrs nach dem Lotterieaufstand das Teilstück Rubik–Rrëshen, das teilweise zerstört worden war, komplett aufgegeben, und von Milot nach Rubik gab es nur noch Frachtverkehr. Trotzdem wurden Studien zu einer Verlängerung der Strecke von Rrëshen nach Prizren im Kosovo ausgearbeitet.
Ab dem Jahr 2002 wurden die Schienen der Bahnstrecke Milot–Rrëshen verwendet, um die Strecke von Shkodra zur montenegrinischen Grenze wiederherzustellen, wo nach dem Lotterieaufstand die Schienen illegal demontiert und als Altmetall verkauft worden waren.

## Verlauf

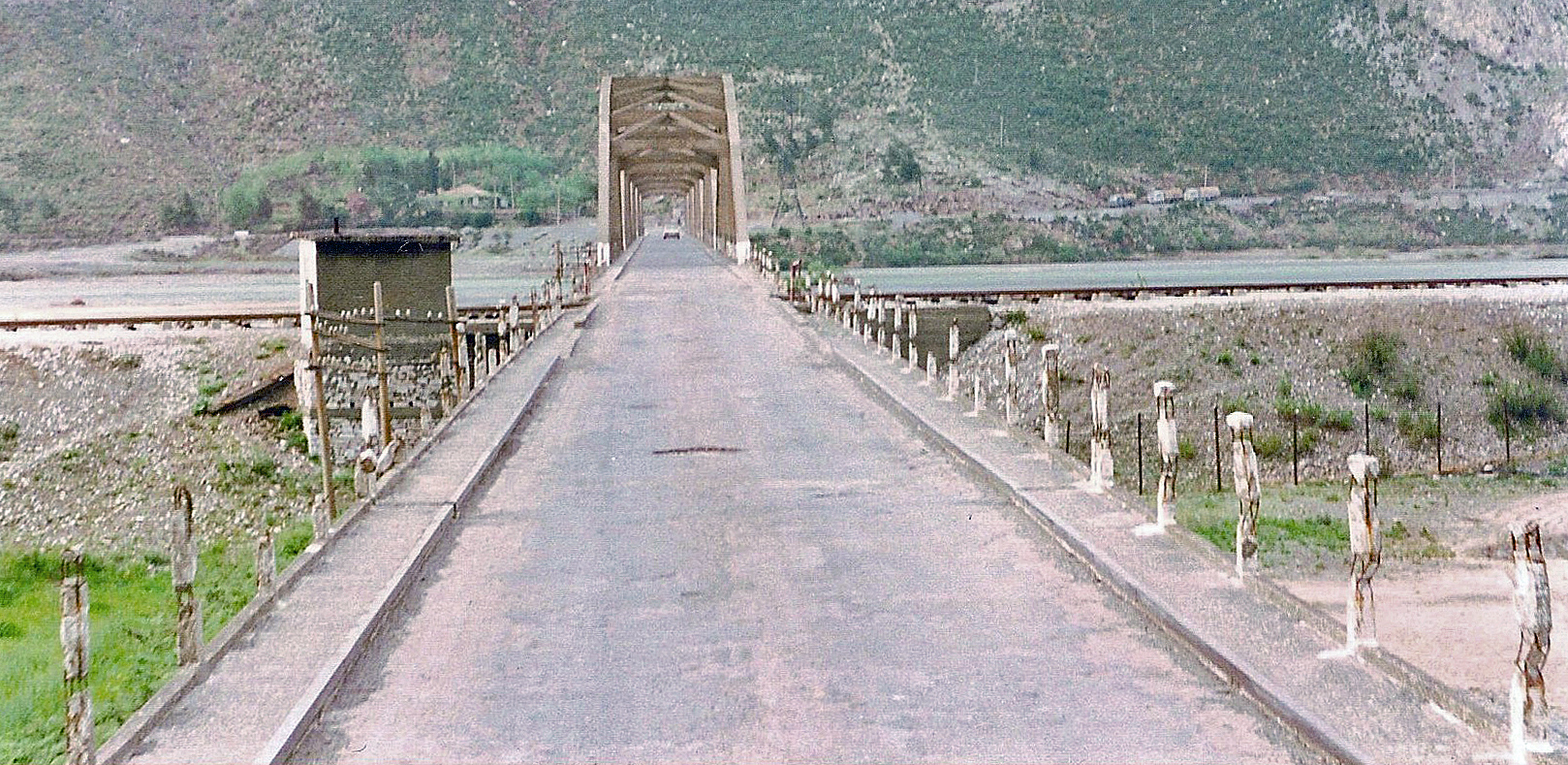
Bahnübergang an der Zogu-Brücke im Jahr 1994 mit dem Schrankenwärterhäuschen links der Straße

Die Strecke begann praktisch auf Meereshöhe in Milot in der nordalbanischen Küstenebene, das 1981 ans albanische Schienennetz angeschlossen worden war. Am Ausgang des Bahnhofs ⊙ zweigt die Strecke vom nach Lezha führenden Gleis ab. Zuerst führte sie am südlichen Ufer des Mat entlang nach Osten (auf einem Damm in einer Überschwemmungsebene durchschnitt sie einen Teil der Ura e Zogut). Nach etwas mehr als sechs Kilometern schwenkte sie nach Norden ab und folgte dem Ostufer des Fan nach Rubik ⊙ mit seiner Kupferfabrik. Im weiteren, wieder nach Westen führenden Verlauf nach Rrëshen lag die Trasse meist am Nordufer. Insgesamt wurde der Fan drei Mal gequert und kurz vor der Einfahrt in den Bahnhof von Rrëshen ⊙ wurden noch Brücken über den Großen und den Kleinen Fan errichtet.
Das folgende Streckenstück von Rrëshen bis Klos wurde nie in Betrieb genommen. Die Trasse lässt sich aber anhand des über weite Strecken abgeschlossenen Oberbaus aus Bahndämmen, teilweise fertiggestellten Brücken und Tunnel noch heute gut im Gelände nachverfolgen. Quellen nennen für den nördlichen Streckenteil bis Burrel ein Total von sechs Kilometer Kunstbauten und vier Tunnel mit einer Gesamtlänge von 2,2 Kilometer, deren Lage aber nicht vollständig nachvollzogen werden kann, falls sie überhaupt in der endgültigen Planung vorgesehen waren. In einer anderen Quelle wird für die gesamte Strecke von 148 Brücken mit einer gesamten Länge von 7000 Metern und vier Tunnels mit einer gesamten Länge von 2300 Metern gesprochen.

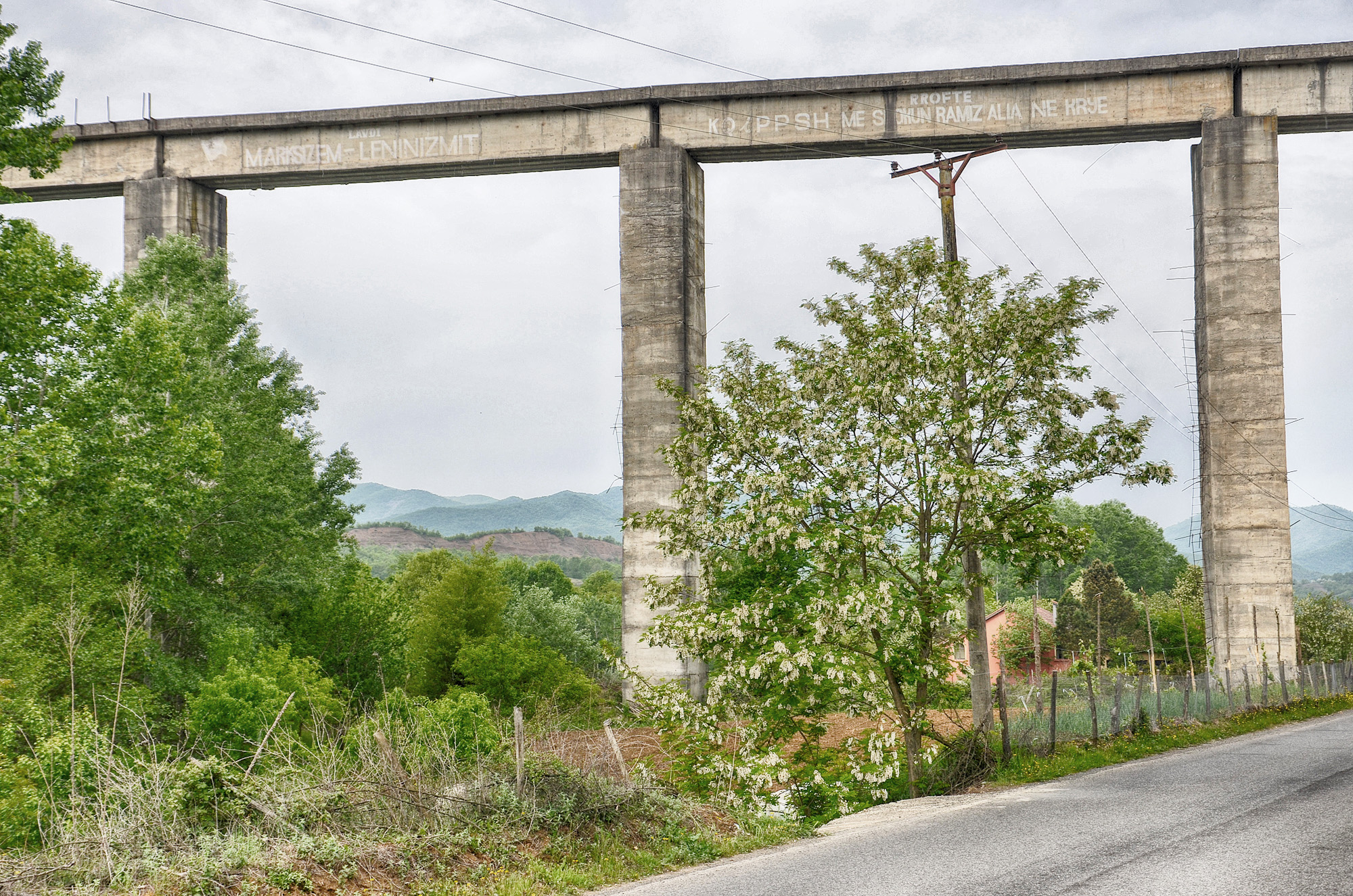
Tarazh-Brücke östlich von Rrëshen

Ab Rrëshen folgte die Strecke, langsam an Höhe gewinnend nach Südosten dem Nordhang des Tals der Zmeja. Nach rund fünf Kilometern schwenkte sie beim Dorf Tarazh nach Süden ab, um in einer fast 500 Meter langen Brücke ⊙ das Tal zu queren und in das Hügelland der südlichen Mirdita einzutauchen. Die Brücke mit 16 Pfeilern wird mancherorts als längste Eisenbahnbrücke Albaniens bezeichnet. Die auf rund 300 m ü. A. verlaufende Wasserscheide wurde in einem rund einen Kilometer langen Scheiteltunnel bei Prosek passiert, dessen Portale (Nordportal ⊙; Südportal ⊙) sich auf rund 200 m ü. A. befanden. In der Folge ging es ins Mat-Becken hinunter. Etwas südlich am Nordufer des Ulza-Stausees (129 m ü. A.) hätten mehrere Seitenarme des Gewässers mit Brücken überwunden werden müssen – von diesen Bauten sind auf Satellitenbildern aber keine Spuren zu erkennen. An einer rund 400 Meter breiten Engstelle des Sees war der Wechsel aufs Südufer vorgesehen – hier wurde bereits mit dem Brückenbau ⊙ begonnen. Die Trasse folgte danach dem Mat nach Süden und passierte Burrel östlich bei der Matbrücke. Spuren des Oberbaus sind bei Burrel aber kaum mehr auszumachen. Einige Kilometer weiter südlich ist sie wieder klarer zu erkennen anhand von fertiggestellten Bahndämmen und diversen Brücken, die den mäandernden Fluss querten. Rund drei Kilometer vor Klos befindet sich noch heute eine Brücke über die Straße SH 6 ⊙. Der Bahnhof von Klos  ⊙ und somit das Ende der Strecke befand sich am südlichen Dorfausgang.

## Heutiger Zustand
Die Gleisanlagen wurden, soweit überhaupt je vorhanden gewesen, mit ganz wenigen Resten bei Rrëshen vollständig entfernt.

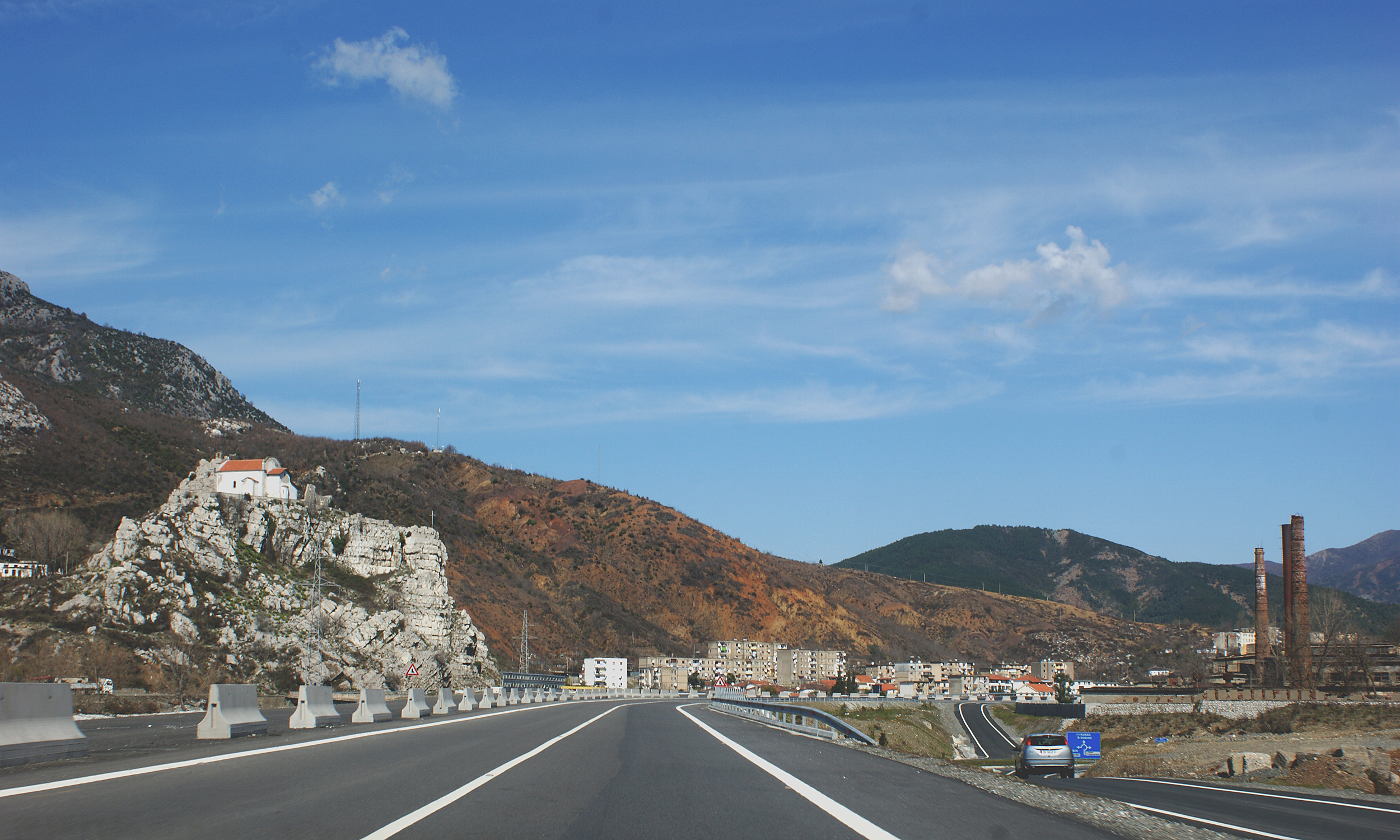
Autobahn bei Rubik auf der alten Bahntrasse

Heute sind von der Strecke Milot–Rrëshen kaum mehr Spuren erhalten. Die Autobahn A1 von Milot nach Kukës wurde in diesem Bereich ab 2006 auf der alten Trasse erbaut. Erst kurz vor Rrëshen, wo die Autobahn nach Nordosten abgeht, tauchen die ersten Reste auf: Eisenbahnbrücken, Bahndämme und Straßenunterführung prägen noch heute die Landschaft am Zusammenfluss von Kleinem und Großen Fan. Vom Bahnhof Rrëshen sind nur noch wenige Gebäude erhalten.

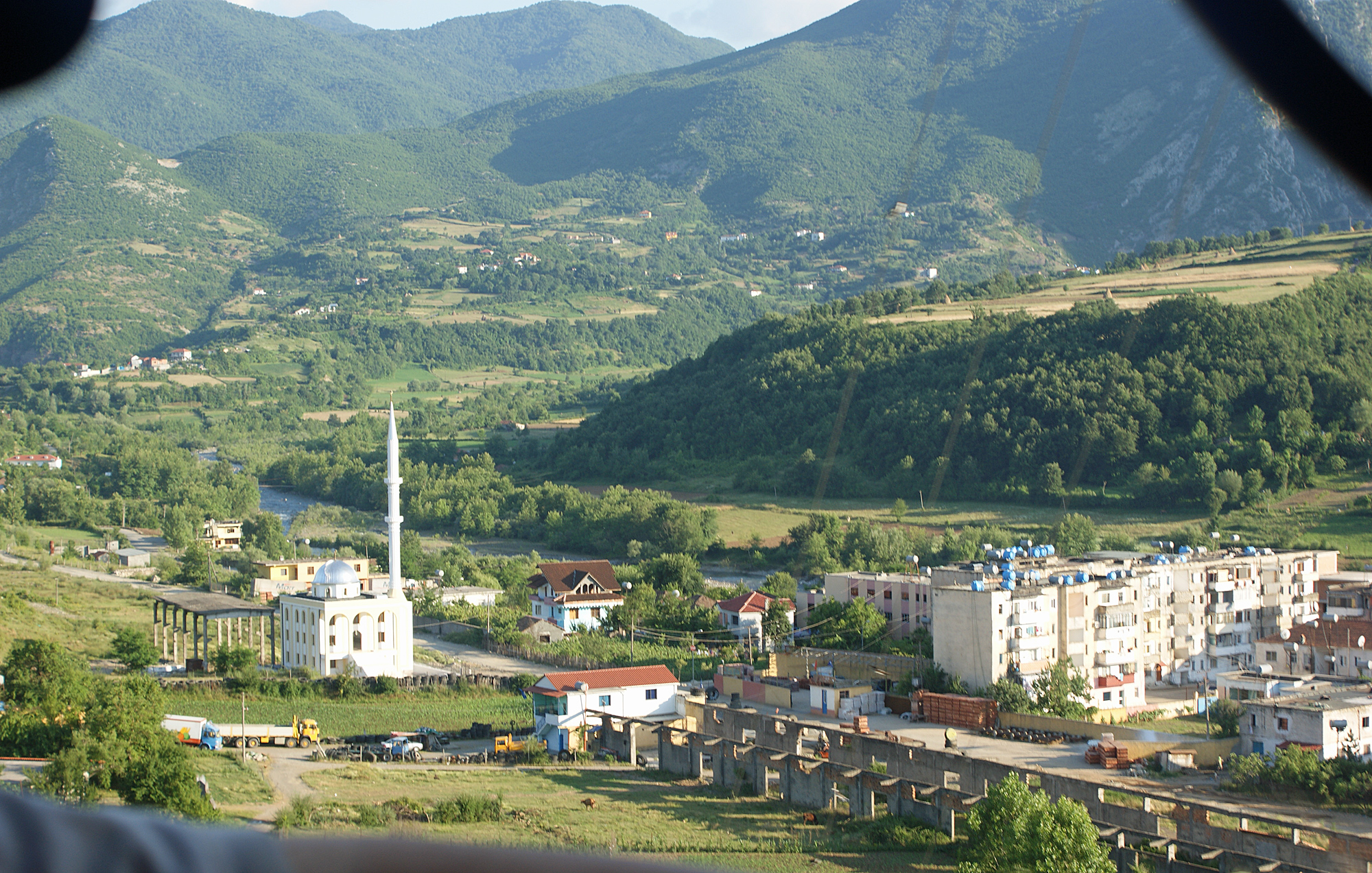
Ruinen der teilweise errichteten Bahnhofs- und Güterumschlagsanlagen in Klos

Weiter im Süden zwischen Rrëshen und Klos sind im ländlichen, weniger baulich veränderten Raum noch zahlreiche Reste der Strecke zu erkennen: Sie lässt sich fast durchgehend problemlos rekonstruieren. Die Trasse und Bahndämmewie auch einige der fertiggebauten Brücken werden heute vielerorts als Verkehrswege für Fußgänger und den lokalen motorisierten Verkehr genutzt.
In Klos zeugen noch Gebäudereste vom geplanten Bahnhof.
Im Frühjahr 2012 thematisierte die Sendung Fiks Fare den Missbrauch an der Infrastruktur der ehemaligen Bahnstrecke: Privatfirmen nutzten die ehemaligen Anlagen zur Gewinnung von Baukies und Alteisen.